# メタルルグ・スタジアム (アルマリク)
メタルルグ・スタジアム(英: Metallurg Stadium)は、ウズベキスタンのアルマリクにある多目的スタジアムである。

## 概要
収容人数は11,000人。主にサッカーの試合に用いられ、ウズベク・リーグに所属するFKアルマリクがホームスタジアムとして使用している。

## 交通アクセス
ウズベキスタン鉄道のアルマリク駅からタクシーで約5～10分。